# Jason León
Jason Matías León Alvear (Quilpué, Chile, 11 de mayo de 2000) es un futbolista chileno que juega como defensa en Palestino de la Primera División de Chile.

## Carrera
Jasón León comienza su carrera desde las divisiones inferiores de Santiago Wanderers, club con el que debuta como jugador profesional en el año 2020 en el triunfo de Wanderers contra Colo Colo el 29 de agosto de 2020, terminando el encuentro en triunfo 3-2, y siendo el primero de tres partido que jugaría por el club en esa temporada. En la temporada siguiente, logra jugar con mayor regularidad totalizando 11 encuentros, en la temporada 2023 y 2024 el futbolista se convierte en pieza recurrente en el equipo titular de Wanderers jugando 18 y 28 encuentros, respectivamente en el torneo de primera b.
En noviembre del año 2024, el futbolista es anunciado como incorporación en Palestino para competir en la primera división de Chile, Copa Chile y los torneos internacionales Conmebol del año siguiente. 

## Estadísticas
| Club                       | Div.          | Temp.         | Liga | Liga | Liga | Copas Nacionales | Copas Nacionales | Copas Nacionales | Copas Internac. | Copas Internac. | Copas Internac. | Total | Total | Total |
| Club                       | Div.          | Temp.         | P    | G    | A    | P                | G                | A                | P               | G               | A               | P     | G     | A     |
| -------------------------- | ------------- | ------------- | ---- | ---- | ---- | ---------------- | ---------------- | ---------------- | --------------- | --------------- | --------------- | ----- | ----- | ----- |
| Santiago Wanderers · Chile | 1.ª           | 2020          | 3    | 0    | 0    | 0                | 0                | 0                | -               | -               | -               | 3     | 0     | 0     |
| Santiago Wanderers · Chile | 1.ª           | 2021          | 8    | 0    | 0    | 0                | 0                | 0                | -               | -               | -               | 8     | 0     | 0     |
| Santiago Wanderers · Chile | 2.ª           | 2022          | 7    | 0    | 0    | 0                | 0                | 0                | -               | -               | -               | 7     | 0     | 0     |
| Santiago Wanderers · Chile | 2.ª           | 2023          | 20   | 0    | 1    | 1                | 0                | 0                | -               | -               | -               | 21    | 0     | 1     |
| Santiago Wanderers · Chile | 2.ª           | 2024          | 28   | 1    | 2    | 5                | 0                | 0                | -               | -               | -               | 33    | 1     | 2     |
| Total club                 | Total club    | Total club    | 66   | 1    | 3    | 6                | 0                | 0                | -               | -               | -               | 72    | 1     | 3     |
| Palestino · Chile          | 1.ª           | 2025          | 10   | 0    | 0    | 5                | 0                | 0                | 5               | 0               | 0               | 20    | 0     | 0     |
| Total club                 | Total club    | Total club    | 10   | 0    | 0    | 5                | 0                | 0                | 5               | 0               | 0               | 20    | 0     | 0     |
| Total carrera              | Total carrera | Total carrera | 76   | 1    | 3    | 11               | 0                | 0                | 5               | 0               | 0               | 92    | 1     | 3     |